# Autostrada A392 (Niemcy)
Autostrada A392 (niem. Bundesautobahn 392 (BAB 392) także Autobahn 392 (A392)) – autostrada w Niemczech położona w zachodniej części Brunszwiku (Dolna Saksonia). Ma około 4 km długości i pełni funkcję północnej obwodnicy miasta. Dawniej planowano wydłużyć przebieg trasy do węzła Watenbüttel znajdującego się na autostradzie A2.
A392 zwana jest również jako Braunschweiger Nordtangente lub Nordtangente Braunschweig.